# Берёзовка (приток Колымы)
Берёзовка — река в России, протекает по территории Среднеколымского улуса Якутии, правый приток реки Колымы. Длина — 517 км, площадь водосборного бассейна — 24 800 км². Берёт начало и протекает в пределах Юкагирского плоскогорья. В бассейне Берёзовки около 2000 озёр.
Среднегодовой расход воды в 202 км от устья составляет 62,9 м³/с, наибольший (≈254 м³/с) приходится на май и июнь (данные наблюдений с 1965 по 1998 год). Замерзает в середине октября, вскрывается в конце мая — начале июня.

## Данные водного реестра
По данным государственного водного реестра России относится к Анадыро-Колымскому бассейновому округу, речной бассейн реки — Колыма, речной подбассейн реки — Колыма до впадения Омолона, водохозяйственный участок реки — Колыма от в/п г. Среднеколымск до впадения р. Омолон.
Код объекта в государственном водном реестре — 19010100512119000044030.

## Основные притоки
(расстояние от устья)
- 98 км: река Летняя (лв)
- 177 км: река Бытыгынджа (Орто-Чисканнах) (лв)
- 206 км: река Сивер (пр)
- 302 км: река Лисья (пр)
- 378 км: река Супри (пр)

## Интересные факты
На берегу реки Берёзовки в вечной мерзлоте был найден шерстистый мамонт. В 1901 году принимавшие участие в раскопках и реконструкции «Берёзовского мамонта» немецкий зоолог Ойген В. Фиценмайер и его коллега Отто Ф. Херз нашли, что у зверя во рту сохранился пучок растений, которые мамонт начал жевать, прямо перед тем как упасть в глубокую расщелину и погибнуть. Сохранившиеся растительные останки определили как Carex sp., Thymus serpillum, Papaver alpinum, Ranunculus acer, Gentiana sp. и Cypripedium sp. Циприпедиум рос приблизительно 30000 лет назад (поздние источники оценивают его возраст 8000—10000 лет назад) — это самая древняя находка башмачка, о которой мы знаем. Цитируя Фиценмайера, венгерский ботаник Режё Шоо предполагал, что это был Cypripedium guttatum.